# Valtatie 10

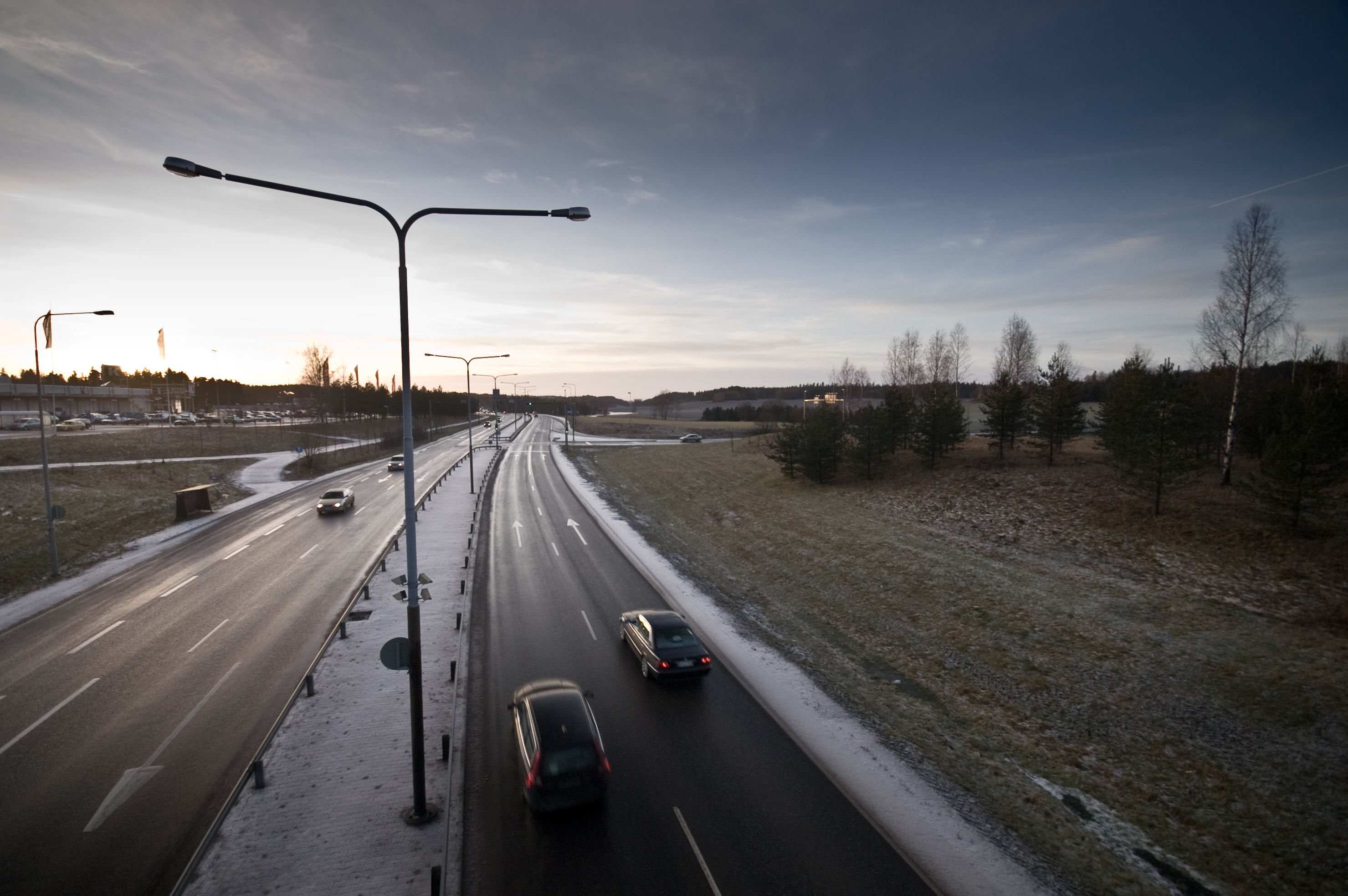
La Valtatie 10 in località Auranlaakso, a Kaarina

La Valtatie 10 (in svedese Riksväg 10) è una strada statale finlandese. Ha inizio a Turku e si dirige verso nord-est dove si conclude dopo 167 km nei pressi di Hämeenlinna.

## Percorso
La Valtatie 10 tocca i comuni di Kaarina, Lieto, Tarvasjoki, Marttila, Koski Tl, Somero, Ypäjä, Jokioinen, Forssa e Tammela.